# Girardota
Girardota är en kommun i Colombia.   Den ligger i departementet Antioquía, i den nordvästra delen av landet, 250 km nordväst om huvudstaden Bogotá. Antalet invånare är 42 566. Arean är 78 kvadratkilometer.
Terrängen i Girardota är bergig åt nordväst, men åt sydost är den kuperad.